# Paula Koivuniemi
Paula Koivuniemi nació el (19 de junio de 1947), es una cantante de Finlandia. Koivuniemi lanzó su primer sencillo "Perhonen" (Mariposa) en 1966. En la década de 1970, su carrera estaba en declive, pero durante la década de 1980 tuvo muchos éxitos en Finlandia: recibió nueve álbumes de oro y un álbum de diamantes. Durante su carrera, Koivuniemi ha vendido más de 345,000 discos certificados, lo que la ubica entre las 30 mejores solistas más vendidas y las seis mejores solistas más vendidas en Finlandia.

## Discografía
- Leikki riittää  (1975)
- Paula Koivuniemi (1977)
- Sinulle vain (1978)
- Lady Sentimental (1978)
- Vie minut pois (1980)
- Sata kesää, tuhat yötä  (1981)
- Luotan sydämen ääneen (1982)
- Lähdetään (1983)
- Rakkaustarina (1984)
- Ilman minua (1986)
- Hei Buonanotte (1987)
- Sen siksi tein (1989)
- Täyttä elämää  (1991)
- Rakkaudella sinun (1993)
- Se kesäni mun (1994)
- Tulisielu (1996)
- Kuuntelen Tomppaa (1999)
- Rakastunut (2003)
- Yöperhonen (2006)
- Timantti (2007)
- Nainen (2009)
- Rakkaudesta (2010)
- Matka (2012)
- Kun joulu on (2013)
- Duetot (2016)